# 亮剑
《亮剑》是都梁编著的一部军事题材的长篇小说。小说于2001年1月由解放军文艺出版社出版。2005年被改编成同名电视连续剧。

## 内容
小说以中国近现代史为背景，从抗日战争、第二次国共内战、朝鲜战争，文化大革命，直至90年代初。在这样的时间跨度下，描写了以李云龙为首的一群中国共产党领导下的军队将领浴血奋战，立下了卓越战功。塑造了李云龙能征善战，立下很多战功，却又非常有个性，敢爱敢恨的鲜明人物性格。
小说通过文革后的少将郑波为怀念李云龙而作的论文，说出了作者想要张扬的一种精神——亮剑精神，小说最后以李云龙在文化大革命中，因镇压红卫兵被审查，不堪受辱，拔枪自杀为结局。

## 主要人物
- 李云龙：是都梁小说及改编後的电视剧《亮剑》的主角之一。其原型是主要是王近山将军以及钟伟等其他将军的性格和事迹组编而成。曾在红四方面军任团长，八路军时任386旅独立团团长，第二次國共內戰时任中原野战军新二师师长，后来整建制划归华东野战军。中华人民共和国成立后调任福建省军区某海防军军长。1955年去军事学院学习，毕业后继续担任该军军长，1955年被授予少将军衔。组建了中国第一支特种作战军队——梁山分队，该分队曾潜入金门，为解放军炮击金门提供地形坐标。文化大革命期间，他命令使用武力制止两股红卫兵武装队伍的非法武装抢夺军火库。后因为这个事情遭到迫害，在1968年自杀。1978年平反。
- 赵刚：1936年在北平从事学生运动。1937年加入中国共产党，在延安抗大学习，1938年任八路军129师386旅独立团政治委员，与李云龙一路磕磕碰碰可仍然相处默契，因为过人的狙击手枪法赢得了李云龙和孔捷的尊敬。期间任华东野战军11纵2师政治委员、2纵副政委兼纵队政治部主任，1955年被授予少将军衔。为人坦率，文化程度高（燕京大学学生），是个典型的理想主义者。
- 楚云飞：国民党将领，黄埔5期毕业生。在抗日的时候，曾与八路军协同作战，那时在多次与李云龙配合交手的过程中，他对李云龙产生了敬佩之情。但是敬佩归敬佩，在后来国共开战两人成为敌人之后，他们又多次在战场上血光相见，彼此都是毫不留情地要把对方彻底消灭。在一场恶战中，李云龙中了18块弹片，差点丢了性命，而楚云飞也被机枪扫射到，因为子弹离心脏只有1厘米的距离，幸而保住了性命。国共内战之后楚云飞随国民党去了台湾。

## 改编作品
2005年秋，由上海电影集团公司拍摄的同名电视连续剧《亮剑》在中央电视台综合频道播出。
2011年，再度翻拍的电视连续剧《亮剑-铁血军魂》开始播映。
2020年11月在湖南卫视上映的别名“亮剑3”的电视剧《雷霆战将》饱受争议，首播未结束即被下架。
2022年出演2006年电视剧的原班人马翻拍电影《亮剑之决战鬼哭谷》，同年演员王挺翻拍的另两部电影《亮剑之英雄虎胆》和《亮剑之血债血偿》亦上映。